# الحزب القومي (ساحل العاج)
الحزب القومي (بالفرنسية : Parti Nationaliste)، كان جماعة معارضة من كوت ديفوار، تأسس في أبيدجان في عام 1967. كان بقيادة كراغي جناجبه. تم قمع الحزب على الفور من قبل النظام واعتقل جناجبه. كان على جناجبه أن يعلن علنًا عدم وجود الحزب.